# 阿瓦尔人 (高加索)
阿瓦尔人（羅馬化：avaral/maⱨarulal，直译：「山地人」）是一个高加索地区本土种族，是俄罗斯共和国达吉斯坦共和国境内人数最多的种族。阿瓦尔人聚集在黑海和裏海之间的北高加索地区，和北高加索地区的其他种族一起，住在海平面以上约2000米的古老村落中。高加索阿瓦尔人使用的阿瓦尔语属于东北高加索语系，也被称作。自13世纪以来，伊斯兰教逊尼派就一直是阿瓦尔人最主要的宗教。